# Phalacrus maspalomensis
Phalacrus maspalomensis là một loài bọ cánh cứng trong họ Phalacridae. Loài này được Palm miêu tả khoa học năm 1975.